# Озерицко-Слободской сельсовет
Озери́цко-Слободско́й сельсове́т (бел. Азярыцкаслабадскі сельсавет) — административная единица на территории Смолевичского района Минской области Республики Беларусь. Административный центр — агрогородок Слобода.
Первый крупный населённый пункт по пути из Национального аэропорта в Минск — столицу Беларуси, «визитная карточка страны». Застроен и продолжает застраиваться индивидуальными домами и 5-этажками. Удобно расположен 16 км до Минска и Национального аэропорта «Минск».

## География
Озерицко-Слободской сельсовет расположен в 19 км от города Минска по Московскому направлению.
Граничит с Усяжским, Заболотским сельсоветами Смолевичского района, Колодищанским и Боровлянским сельсоветами Минского района.

## История
28 декабря 2000 г. деревня Дубовики передана из состава Озерицко-Слободского сельсовета в состав Усяжского сельсовета.
В 2008 году деревня Слобода преобразована в агрогородок.

## Состав
Озерицко-Слободской сельсовет включает 28 населённых пунктов:
- Аношки — деревня.
- Багута — деревня.
- Батуринка — деревня.
- Великое Залужье — деревня.
- Вишня — деревня.
- Высокая Горка — деревня.
- Грудок — деревня.
- Динаровка — деревня.
- Домашаны — деревня.
- Дуброва — деревня.
- Задомля — деревня.
- Кудрищино — деревня.
- Липники — деревня.
- Лужки — деревня.
- Ляды — деревня.
- Магистральная — деревня.
- Малое Залужье — деревня.
- Мостище — деревня.
- Новая Жизнь — деревня.
- Переездная — деревня.
- Прилепская Усяжка — деревня.
- Прилепы — деревня.
- Пристромы — деревня.
- Рудня — деревня.
- Рудомейка — деревня.
- Скураты — деревня.
- Слобода — агрогородок[2].
- Сосновая — деревня.